# Tshar-Tradition
| Tibetische Bezeichnung                                      |
| ----------------------------------------------------------- |
| Wylie-Transliteration: tshar lugs                           |
| Chinesische Bezeichnung                                     |
| Vereinfacht: 擦巴派, 擦尔派, 擦尔支派, 茶巴, 刹派, 擦尔学派 |

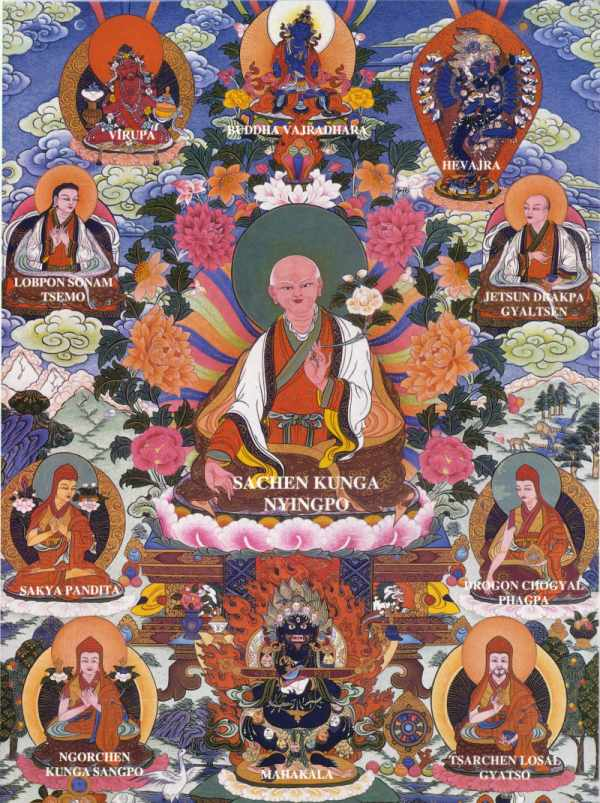
Sakya-Gründungsväter

Die Tshar-Tradition (tib. thsar pa) bezeichnet eine Unterschule der Sakya-Tradition des tibetischen Buddhismus (Vajrayana). Die Sakya-Tradition gehört zu den vier großen buddhistischen Traditionen (Nyingma, Kagyü, Sakya und Gelug) in Tibet.
Diese Schule wurde von dem Lehrer Tsharchen Losel Gyatsho (1502–1556) gegründet. Sitz der Tradition ist das Kloster Samten Ling. Die Tsharpa führen die tantrische Tradition der Sakya-Linie fort. Die Lehren der sogenannten 13 Goldenen Dharmas, mit tantrischen Praktiken auf Gottheiten wie Mahakala, Jambala, Vajrayogini und anderen, sind in dieser Tradition von großer Bedeutung. Oberhaupt der Tsharpa-Tradition ist Chogye Trichen Rinpoche.